# Rin Sumidaová
Rin Sumidaová (japonsky 隅田 凜, * 12. ledna 1996 Fudžisawa) je japonská fotbalistka.

## Reprezentační kariéra
Za japonskou reprezentaci v letech 2017 až 2018 odehrála 22 reprezentačních utkání. Byla členkou japonské reprezentace i na Mistrovství Asie ve fotbale žen 2018.

## Statistiky
| Japonsko | Japonsko | Japonsko |
| Roky     | Záp.     | Góly     |
| -------- | -------- | -------- |
| 2017     | 7        | 0        |
| 2018     | 15       | 0        |
| Celkem   | 22       | 0        |

## Úspěchy

### Reprezentační
- Mistrovství Asie:  2018
- Mistrovství světa do 20 let:  2016